# Керкінітіда (волейбольний клуб)
«Керкінітіда» — жіночий волейбольний клуб із Євпаторії. Був заснований в 1992 році на базі ДЮСШ міського управління народної освіти. Головний тренер — Хричов Л. П. 2003 року став Заслуженим тренером України. З 1995 по 1998 роки Хричов Л. П. очолював молодіжну збірну України, в склад якої входило 5 гравців з ВК «Керкінітида» (Хричова Наталія, Ковальчук Ганна, Абакумова Марина, Голдобіна Тетяна, Баденко Оксана).
У 1996 році «Керкінітида» виграла Кубок України. Двічі брала участь у розіграші Кубка володарів Кубків європейських країн і обидва рази пробивалася у фінальну частину турніру.
Сезон 2004–2005 — вища ліга II місце.
Сезон 2005–2006 — вища ліга I місце.
В 2006 році — срібні призери Молодіжних ігор України, гравцям присвоєні звання «Майстер спорту України з волейболу».
Сезони 2006–2007, 2007–2008 — суперліга.
Сезон 2008–2009 вища ліга III місце.
Сезон 2009–2010 вища ліга I місце.
На базі «Керкінітиди» у 1997–2000 роках створювалася молодіжна і юніорська збірна команда України.

## Склад

### Гравці
Станом на 2010 рік
| No | Національність | Гравець               | Дата народження   | Зріст | Позиція   |
| -- | -------------- | --------------------- | ----------------- | ----- | --------- |
| 1  | Україна        | Олійник Ольга         | 20 червня 1983    | 179   | зв'язуюча |
| 2  | Україна        | Нікітіна Анастасія    | 22 червня 1987    | 184   | напад.    |
| 3  | Україна        | Попельнюк Анастасія   | 16 липня 1993     | 180   | напад.    |
| 4  | Україна        | Лізогубенко Ольга     | 29 листопада 1983 | 186   | напад.    |
| 7  | Україна        | Алішина Надія         | 8 квітня 1994     | 182   | напад.    |
| 8  | Україна        | Хачатурян Альона      | 5 травня 1988     | 180   | зв'язуюча |
| 10 | Україна        | Постовойтенко Людмила | 2 квітня 1986     | 182   | напад.    |
| 11 | Україна        | Голдобіна Євгенія     | 28 березня 1989   | 188   | напад.    |
| 12 | Україна        | Трепаліна Катерина    | 26 жовтня 1988    | 182   | напад.    |
| 13 | Україна        | Седленко Ірина        | 30 вересня 1993   | 169   | ліберо    |
| 14 | Україна        | Чернуха Анастасія     | 15 квітня 1995    | 190   | напад.    |
| 15 | Україна        | Підгурська Оксана     | 26 лютого 1980    | 172   | ліберо    |
| 18 | Україна        | Попикіна Наталя       | 26 травня 1995    | 181   | напад.    |
| 19 | Україна        | Расточило Олена       | 30 травня 1990    | 186   | напад.    |
| 20 | Росія          | Пупикіна Олена        | 31 березня 1963   | 179   | зв'язуюча |

## Досягнення
- Володар Кубка України (1): 1996
- Вища ліга I місце (2): 2009–2010, 2005–2006
- Вища ліга II місце (1): 2004–2005
- Вища ліга III місце (1): 2008–2009